# Zoltán Bitskey
Zoltán Bitskey (ur. 10 stycznia 1904 w Zwoleniu, zm. 1 sierpnia 1988 w Miszkolcu) – węgierski pływak, uczestnik igrzysk olimpijskich, medalista mistrzostw Europy.
Reprezentował klub MOVE Egri Sport Egyesület w latach 1922-1931.
Wystartował na igrzyskach olimpijskich podczas VIII Letnich Igrzyskach Olimpijskich w Paryżu w 1924 roku. Wziął tam udział w wyścigu na dystansie 200 metrów stylem klasycznym. Wystartowała w pierwszym wyścigu eliminacyjnym, w którym, z czasem 3:05,4, zajął trzecie miejsce. Jako zawodnik z najlepszym czasem spośród żabkarzy z trzecich miejsc awansował do półfinału. Z czasem 3:09,2 zajął ostatnie, piąte miejsce w drugim półfinale i odpadł z dalszej rywalizacji.
Jedyny medal na znaczących zawodach międzynarodowych zdobył na I Mistrzostwach Europy w Budapeszcie w 1926 roku. Został tam wicemistrzem w sztafecie 4 × 200 m stylem dowolnym.
Jego bracia Aladár i Árpád także byli pływakami, a kuzyn Tibor był aktorem.